# Schock (pel·lícula)
Schock és una pel·lícula de terror italiana de 1977 dirigida per Mario Bava i protagonitzada per Daria Nicolodi, John Steiner i David Colin, Jr. La seva trama se centra en una dona que s'instal·la a la casa que compartia amb el seu exmarit difunt, on es veu turmentada. per fets sobrenaturals. Va ser l'última pel·lícula de Bava abans de morir d'un atac cardíac el 1980.
Als Estats Units, la pel·lícula es va estrenar sota el títol Beyond the Door II com una seqüela no oficial de Beyond the Door (1974). Va participar en l'XI Festival Internacional de Cinema Fantàstic i de Terror, on Lamberto Bava fou guardonat amb el Premi al millor guió.

## Argument
Dora Baldini, el seu fill Marco de set anys i el seu nou marit Bruno Baldini es traslladen a l'antiga casa de Dora, on va viure durant el seu primer matrimoni amb un home anomenat Carlo. Mentre la Dora estava embarassada de Marco, es pensava que Carlo, un addicte a l'heroïna abusador, es va suïcidar al mar després que el seu vaixell fos trobat a la deriva. L'incident va provocar que la Dora tingués un atac de nervis i fos ingressada a atenció psiquiàtrica. Amb Bruno fora com a pilot d'aerolínia comercial, la Dora es queda sola amb Marco i només el seu record trencat dels esdeveniments de la mort del seu exmarit, causada per un extens tractament d'electroxoc que va rebre mentre estava institucionalitzada.
Marco experimenta diversos fets estranys a la casa i se sent inexplicablement atret pel soterrani de la casa. La Dora s'adona de canvis estranys en la personalitat d'en Marco i es veu pertorbada al descobrir que li ha destrossat la roba interior. Desconcertada pel comportament d'en Marco i altres fets aterridors, la Dora li suplica en Bruno que es mudin de casa, però ell la ignora. Mentre en Bruno està en un vol, la Dora troba un paquet de roses amb una nota adreçada a ella de Carlo. Sospitant que Marco ho va escriure com una broma retorçada, s'enfronta a ell i li dona una bufetada a la cara quan ell nega haver-lo escrit. La Dora porta en Marco al seu amic psicòleg, Aldo Spidini, perquè l'examini. L'Aldo suggereix que el trauma de la Dora pel seu matrimoni amb Carlo pot estar provocant-la a projectar sentiments de rancor o ràbia sobre Marco, encara que confessa que sent que Marco està sent posseït pel seu pare difunt.
Una tarda, la Dora descobreix que el piano toca sol i veu com els dibuixos de l'habitació d'en Marco comencen a levitar, però no el troba. Finalment es troba amb ell al cau, i ell li pregunta per què va matar el seu pare. Això desencadena un record reprimit, en el qual la Dora explica com va matar a punyalades a Carlo després que ell li injectés heroïna i LSD. Consternada pel record, a Dora li assegura Bruno que Carlo es va suïcidar i que la seva memòria és només una il·lusió. Tot i així, ella es manté ferma que Carlo persegueix la casa i posseeix en Marco.
La Dora es desperta enmig de la nit d'un malson als sorolls que emanen del soterrani. Investiga els sorolls i troba en Bruno destrossant una paret de maons. En adonar-se que el cadàver de Carlo s'ha amagat darrere de la paret, Bruno li diu a la Dora que li va demanar ajuda després d'assassinar Carlo fa set anys. Volent salvar-la de la presó, Bruno va amagar el cos de Carlo a la casa i va deixar anar el seu vaixell al mar, posant en escena la seva desaparició com un possible suïcidi. En Bruno explica que van haver de tornar a casa perquè no s'haguessin descobert les restes de Carlo, cosa que hauria passat si l'haguessin venut; aleshores li diu que un cop hagi traslladat les restes a un altre lloc, poden marxar. En una ràbia cega abrupta però frenètica, la Dora llança un piquet cap a Bruno, empalant-lo al pit i, posteriorment, embolica el seu cadàver a la paret oberta juntament amb el de Carlo.
La Dora corre les escales amunt per buscar en Marco, però troba una aparició macabra de Carlo estirat al seu llit. Aleshores, al passadís, en Marco apareix i comença a córrer cap a ella, però de sobte es transforma en Carlo mentre l'abraça, fent que la Dora cridi de terror. La Dora intenta fugir de la casa però es troba amb una violenta activitat poltergeist que li impedeix fer-ho. Torna al soterrani, on inexplicablement es talla la seva pròpia gola mentre al·lucina. A l'exterior, en Marco s'asseu a una taula al pati del darrere, prenent te amb el fantasma invisible del seu pare.

## Repartiment
- Daria Nicolodi com Dora Baldini
- John Steiner com Bruno Baldini
- David Colin Jr. nom Marco
- Ivan Rassimov com Dr. Aldo Spidini
- Nicola Salerno com Carlo (no acreditat)

## Producció
Després d'una sèrie d'aventures fallides o d'obres incompletes com ara Cani arrabbiati i Baby Kong, el fill de Mario Bava, Lamberto Bava, va continuar empenyent el seu pare a fent nous treballs cinematogràfics, que van portar a la creació de Schock. El guió original de Schock va ser escrit per Dardano Sacchetti i Francesco Barbieri a principis de la dècada de 1970 després del seu treball a La badia de la sang. El títol original del guió era Al 33 di via Orologio fa sempre freddo i es va basar lliurement en la novel·la The Shadow Guest de Hillary Waugh. Va recaptar un total de 196.657.000 lires italianes al seu llançament nacional.
Als Estats Units, Film Ventures International va retitular la pel·lícula com Beyond the Door II, presentada com a seqüela de la pel·lícula de possessió de Ovidio Assonitis de 1974,  Beyond the Door; tanmateix, les pel·lícules no estaven enllaçades en la narrativa o el contingut, a part de compartir el mateix actor infantil David Colin, Jr., i la decisió de Film Ventures de canviar el títol va ser únicament amb finalitats de màrqueting als Estats Units.

## Recepció crítica
Linda Gross, del Los Angeles Times, va considerar que Shock era una "història lent i ximple de possessió demoníaca", tot i que va assenyalar que "al crèdit de Bava, ell utilitza més implicacions d'Èdip que els trucs mecànics." Daniel Ruth de The Tampa Tribune va escriure sobre la pel·lícula: "El director Mario Bava sembla haver fet una pel·lícula que ni commociona ni sorprèn. Les portes cruixen amb la previsibilitat. Els crits s'acosten degudament i la sang s'aboca en innombrables pintes." Bob Freund del Fort Lauderdale News també va ser crític amb la pel·lícula, considerant-la "una increïble massa de pel·lícula malgastada", comparant-la negativament amb L'exorcista i La profecia.
A partir d'una ressenya contemporània, Scott Meek (Monthly Film Bulletin) va descriure la pel·lícula com "només una obra menor d'un passat mestre del cinema comercial italià, aquest impactant mostra flaixos d'estil real i d'humor efectivament sardònic." La revisió va concloure que "El boig de la possessió post-Exorcista ara està tan carregat de productes inferiors que és una llàstima que la contribució de Bava s'hagués hagut de retardar a arribar a Gran Bretanya. Demostra, malgrat els seus defectes, ser molt més entretingut que molts dels seus companys de llit nord-americans."
A partir de les crítiques retrospectives, AllMovie la va anomenar "potser una de les ofertes més convencionals d'un home a qui molts consideren el pare fundador de l'horror italià", tot i que "encara té l'estil característic i l'engany tècnic dels esforços anteriors de Mario Bava". L'estudiós cinematogràfic Howard Hughes va escriure sobre la pel·lícula: "Tot i que Schock sembla ser una altra estafa de terror granulosa i de baix pressupost dels anys setanta, està feta amb cert estil", també considera que l'actuació de Nicolodi és la millor de la seva carrera.